# Musée miniature de l'art professionnel Henri Jan Dominiak à Tychy

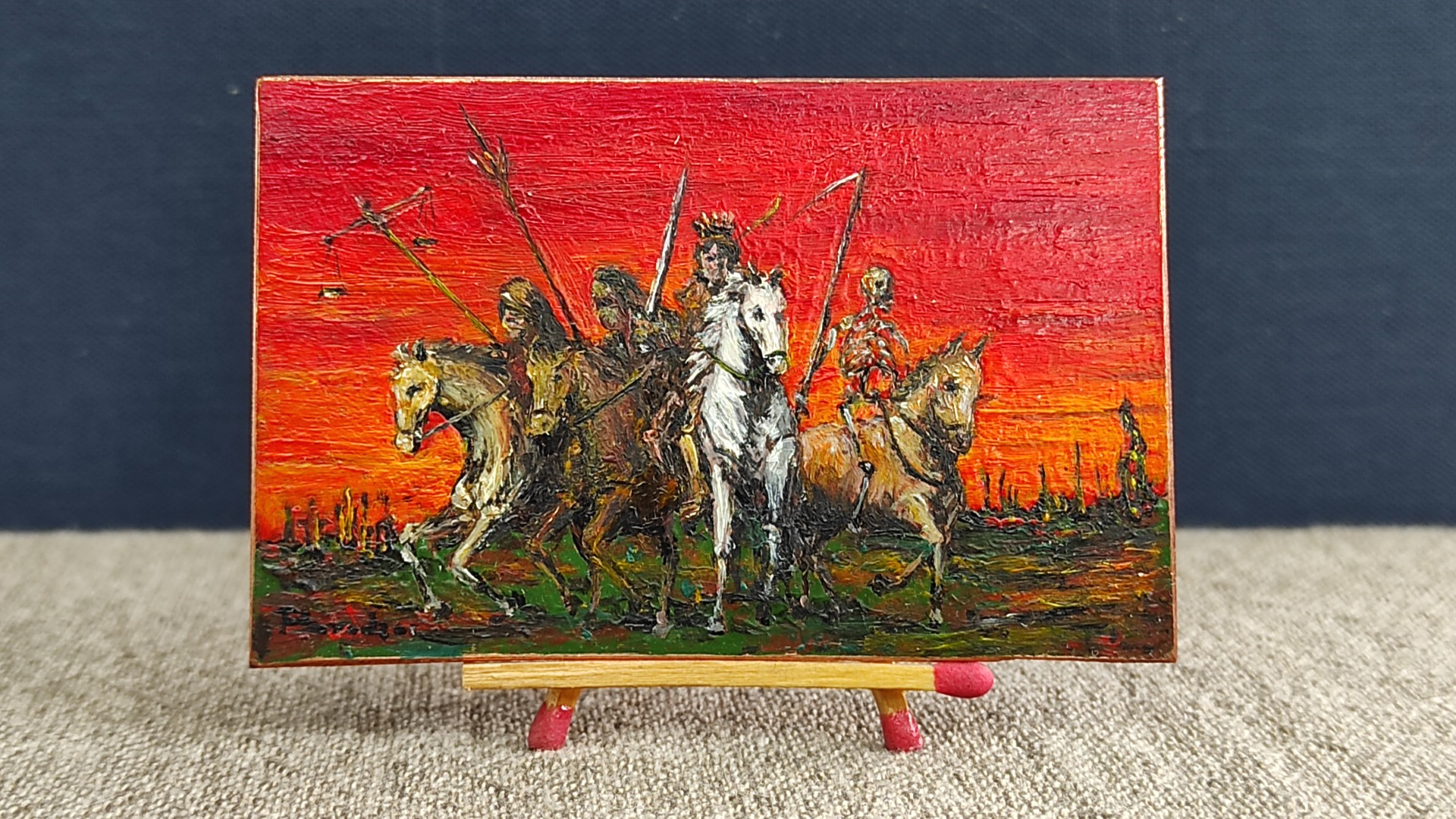
Les Quatre Cavaliers de l'Apocalypse (de gauche à droite) : Famine, Guerre, Pestilence et Mort dans un tableau de 2025 par Paweł Brodzisz.

Le Musée miniature de l'art professionnel Henri Jan Dominiak à Tychy (en polonais : Muzeum Miniaturowej Sztuki Profesjonalnej Henryk Jan Dominiak w Tychach) est un musée d'art moderne créé en 2013 par l'artiste polonais Henri Jan Dominiak, simultanément, le mandataire pour gérer, mais aussi protéger et administrer le patrimoine du musée. Le musée est situé dans le centre-ville de Tychy, dans la rue Żwakowska 8/66,,,,,, dans la région historique de Haute-Silésie, en Pologne, en voïvodie de Silésie. Le musée se situe à moins de 20 km de Catovice. A mi-chemin entre la capitale et plus grande ville d’Autriche, Vienne et la capitale de la Pologne, Varsovie. Le Musée est subordonné au  ministère de la Culture et du Patrimoine national de la République de Pologne.

## Collections
Ce musée s'occupe de la préservation et de la promotion de l'art moderne et contemporain acquis en Pologne et à l'étranger,,,,.
Dans les douze premières années d'ouverture du musée au public (2013-2025), le nombre d'objets dans ses collections atteint 1010, par des artistes Polonais, ukrainiens, hongrois, suédois et brésiliens,,,. Les collections comprennent des peintures, des dessins, des aquarelles et des pastels, des gravures, de l’iconographie, des sculptures, l’artisanat et des médailles, ainsi que des arts décoratifs.
Les œuvres en question sont réalisées en collaboration avec des artistes d’écoles d'art connues internationalement : l'Académie des beaux-arts de Varsovie, l'Académie des beaux-arts Jan-Matejko de Cracovie, l'Magdalena Abakanowicz Université des Arts de Poznan, l'École des mines et de la métallurgie de Cracovie et l'Académie des Beaux-Arts de Gdańsk, sans oublier l'université de Silésie à Katowice, l'université Marie Curie-Skłodowska à Lublin, l’université de Göteborg, l'université de Pécs et l’Académie ukrainienne de presse.
Les collections permanentes du musée présentent des œuvres miniatures : de Dr Agata Ruman, de Julia Kaczmarczyk-Piotrowska, de Justyna Weronika Bruj, de Dr Hanna Józefowska-Nawrot, de Emilia Gąsienica-Setlak, de Justyna Neyman. Sont exposées aussi des œuvres miniatures : de Magdalena Car Dąbała, de Natalia Hirsz, de Anna Januszewicz-Pitlok et de Dr Jan Rzymełka. Il y a également une exposition permanente de dessins miniatures : de Renata Sobczak, de Wojciech Łuka, de Volodymir Goncharenko, de Morain Bebikov, de Tomas Niklasson et de Otto Niklasson Elmerås, de Adam Korszun et de Dr Piotr Tadeusz Mosur,. Les visiteurs du Musée peuvent se familiariser avec des paysages miniatures de Neywa Cezar, de Mieczysław Skalimowski, de Robert Marek Znajomski et de Paweł Brodzisz,.
Il y a aussi une section consacrée aux sculpteurs et céramistes, on trouve des œuvres d'autres miniaturistes contemporains d'importance : Danuta Saga Tomaszewska, Aleksandra Jeżyk et l’artiste hongrois Aranka Gérné Mezősi,.

## Galerie
Un musée reçut de nombreux dons, parmi lesquels des collections de pièces d'art provenant de plusieurs pays, qui constitue une très large part de la collection actuelle du musée,.
Les thèmes de la miniature sont pour la plupart liés à l'histoire les êtres humains, i'Univers (au sens cosmologique) et à religieuse,.
Les artistes eux-mêmes — l'historiens de l'art, donc qui a vu ou entendu de manière significative pour reconstituer tout ou partie des faits dans ses chefs-d'œuvre miniature — s'efforcent de faire connaître les temps révolus et l'ensemble de la matière et de l'énergie distribuées dans l'espace-temps — élaborées à partir de sources plutôt et à partir d'observations et connaissance acquise par l'enquête et recherche,.

Anna Januszewicz-Pitlok, 2021, Le Miracle de la Vistule, miniature, acrylique sur la zoïsite, 22 × 44 mm. Une la plus petite du monde[21] et pièce très célèbre des beaux-arts connexe de la bataille de Varsovie du 13 au 25 août 1920. La contre-attaque de l'Armée polonaise sous les ordres du commandant en chef Józef Piłsudski contre la l'Armée bolchévique commandée par Mikhaïl Toukhatchevski.
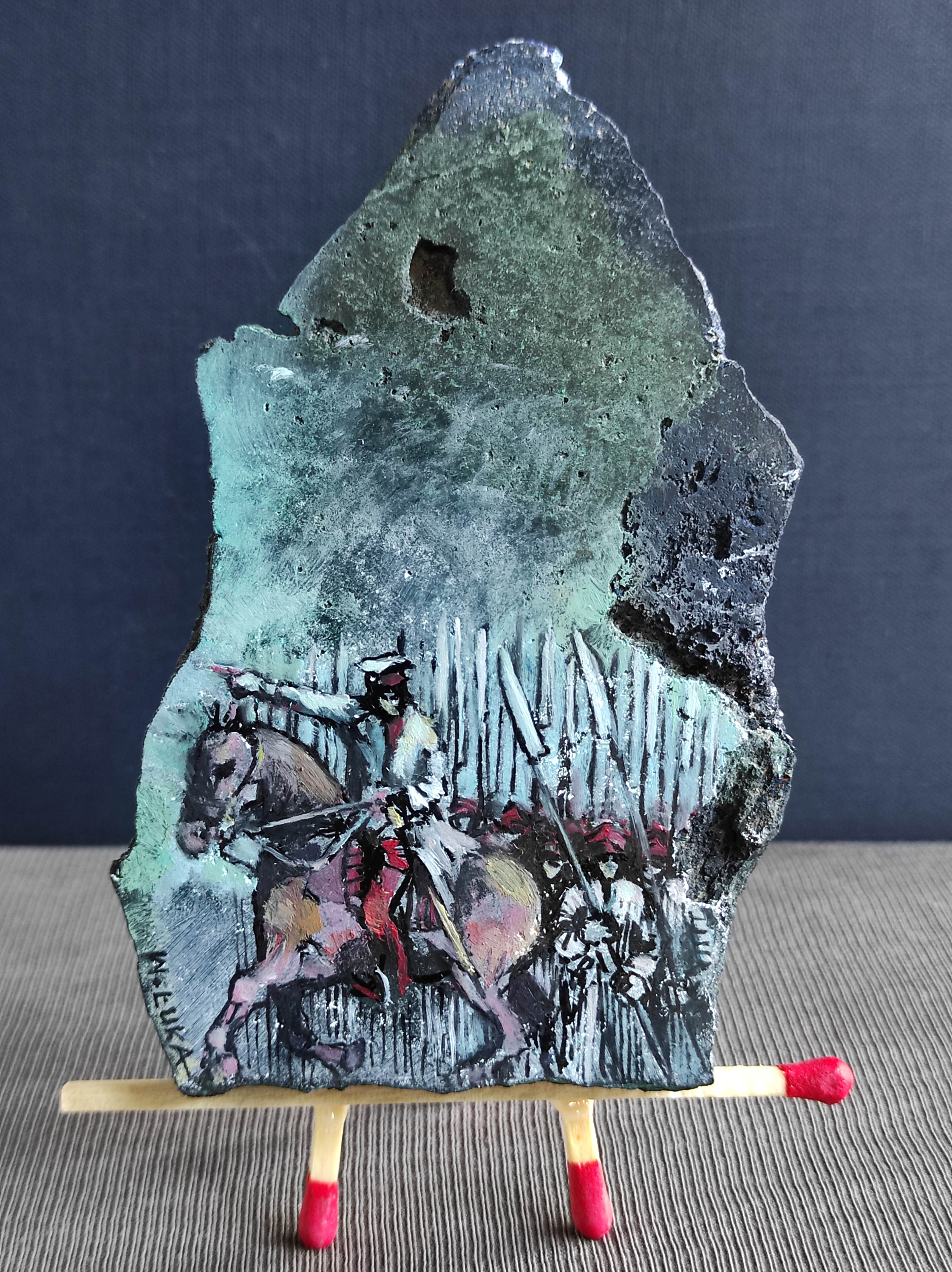
Wojciech Łuka, 2023, La Bataille de Racławice, miniature, huile sur la malachite et le lapis-lazuli, 132 × 77 mm. Unique représentant la Bataille de Racławice, qui a eu lieu le 4 avril 1794. Commandant Suprême des Forces Militaires Nationales, Général Tadeusz Kosciuszko a remporté un succès sans précédent militaire grâce à une attaque de bravoure des faucheurs sur la batterie de l'artillerie de la Russie[23],[24].
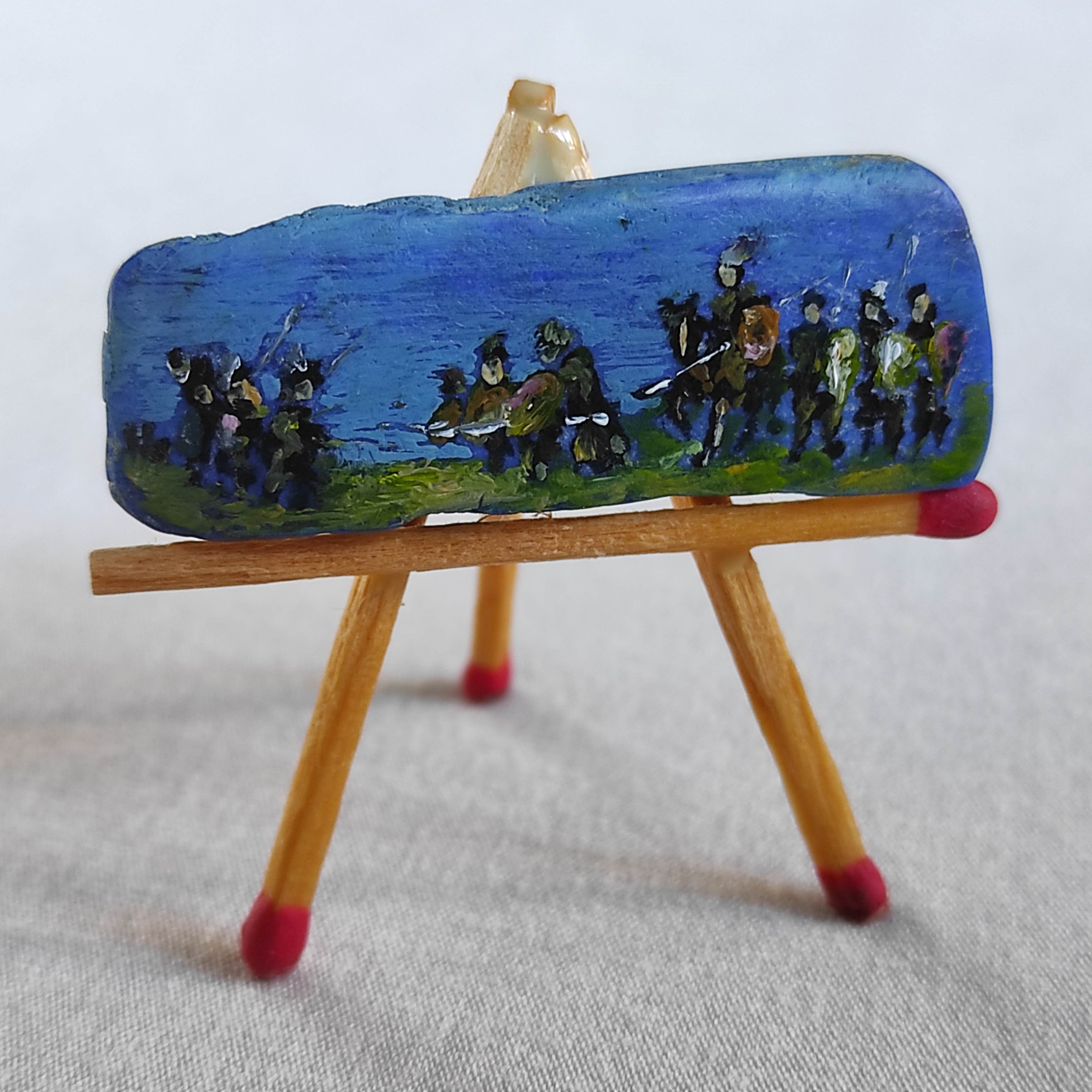
Paweł Brodzisz, 2022, La Bataille de Cedynia, miniature, huile sur le lapis-lazuli, 15 × 42 mm. Une création artistique liés à la Bataille de Cedynia, qui a eu lieu le 24 juin 972. Une armée de Mieszko Ier de Pologne a vaincu les forces de Odo Ier d'Allemagne.
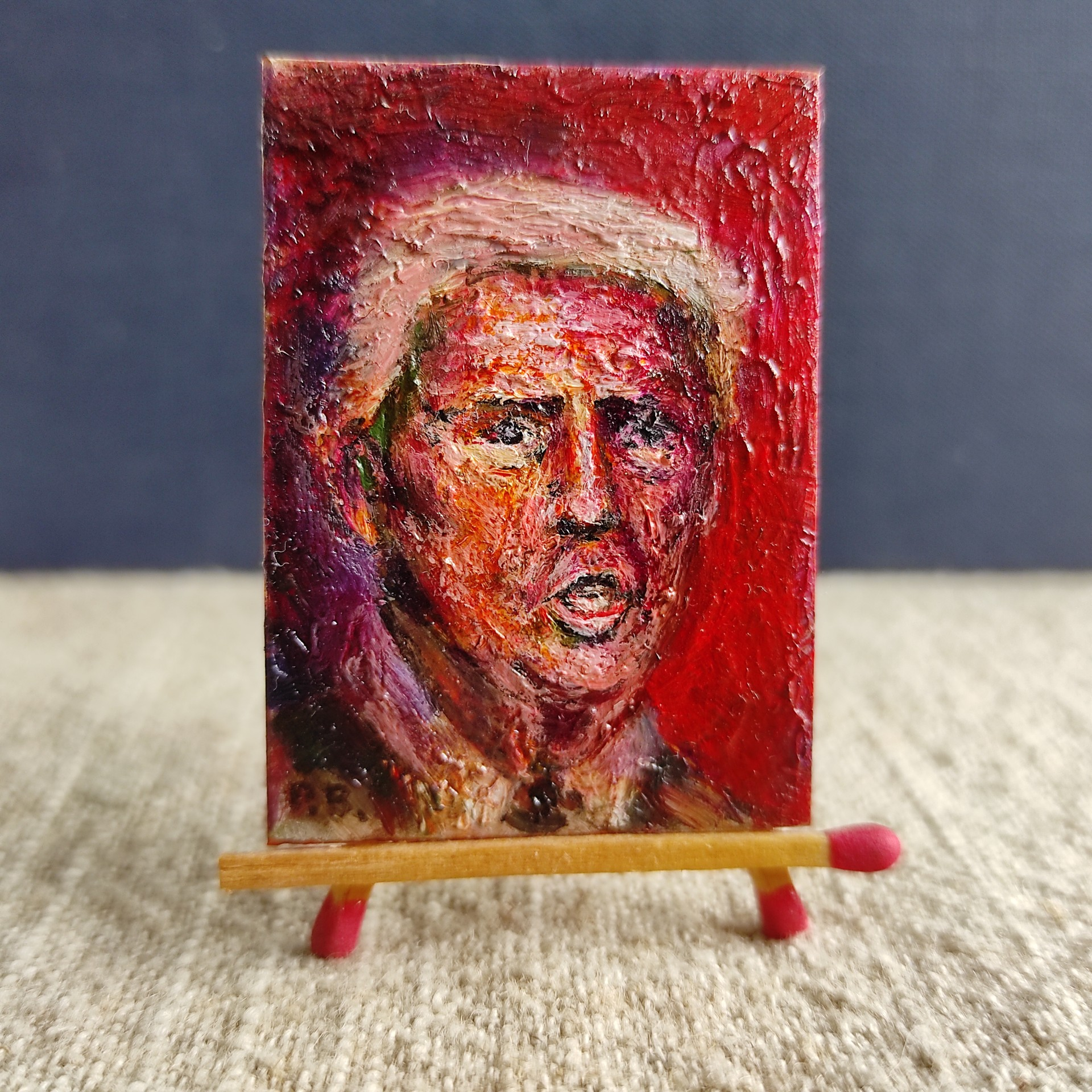
Paweł Brodzisz, 2025, le portrait de Donald Trump, miniature, huile sur le cuivre, 49 × 35 mm. Une création artistique liés à la Donald Trump, est un homme d'affaires milliardaire, animateur, producteur de télévision et homme d'État américain, il est le 45e et 47e président des États-Unis.
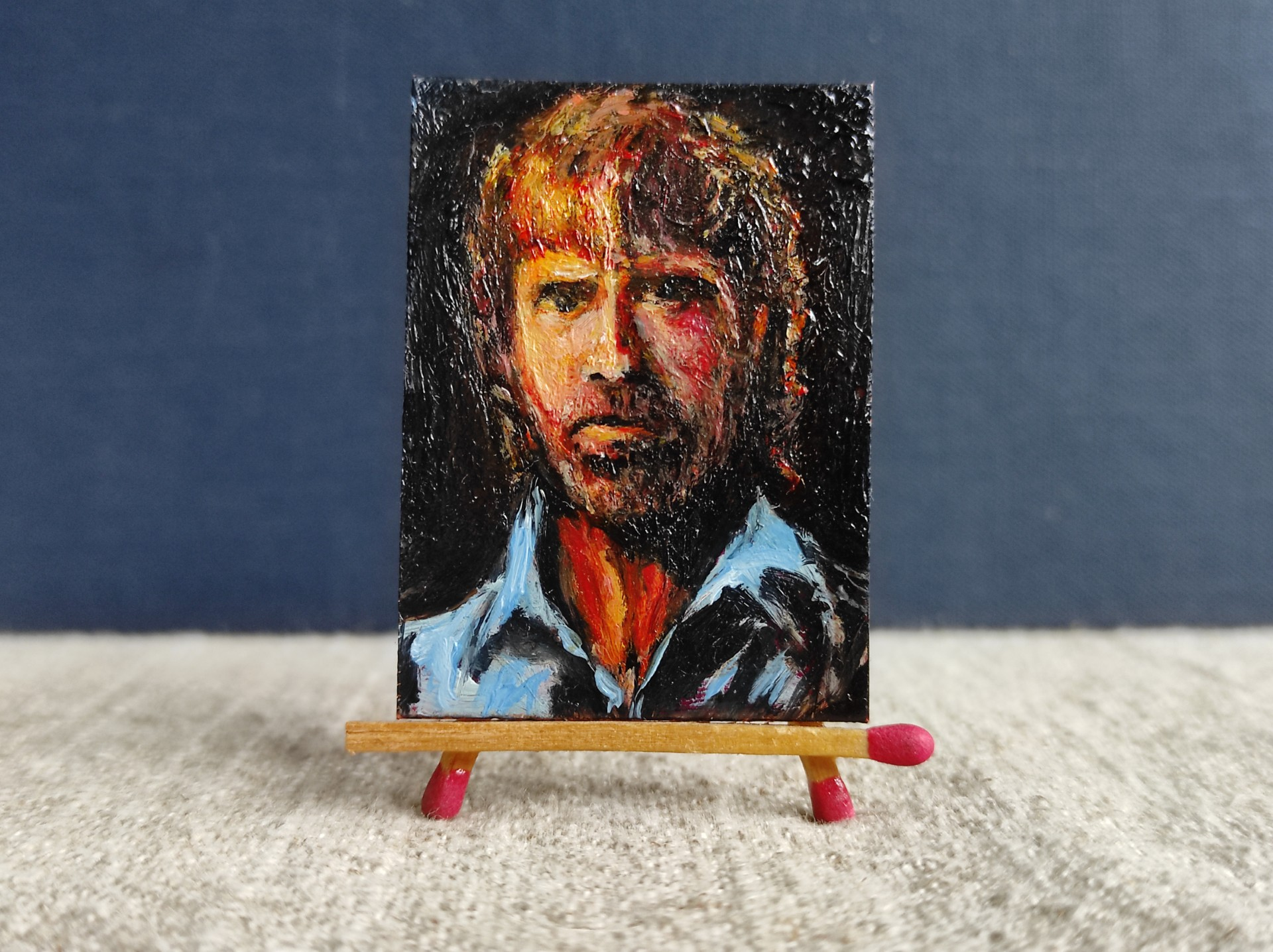
Paweł Brodzisz, 2025, le portrait de Chuck Norris, miniature, huile sur le cuivre, 49 × 35 mm. Une création artistique liés à la Chuck Norris, est un artiste martial et acteur américain, ceinture noire de tangsudo, jiu-jitsu brésilien et judo.
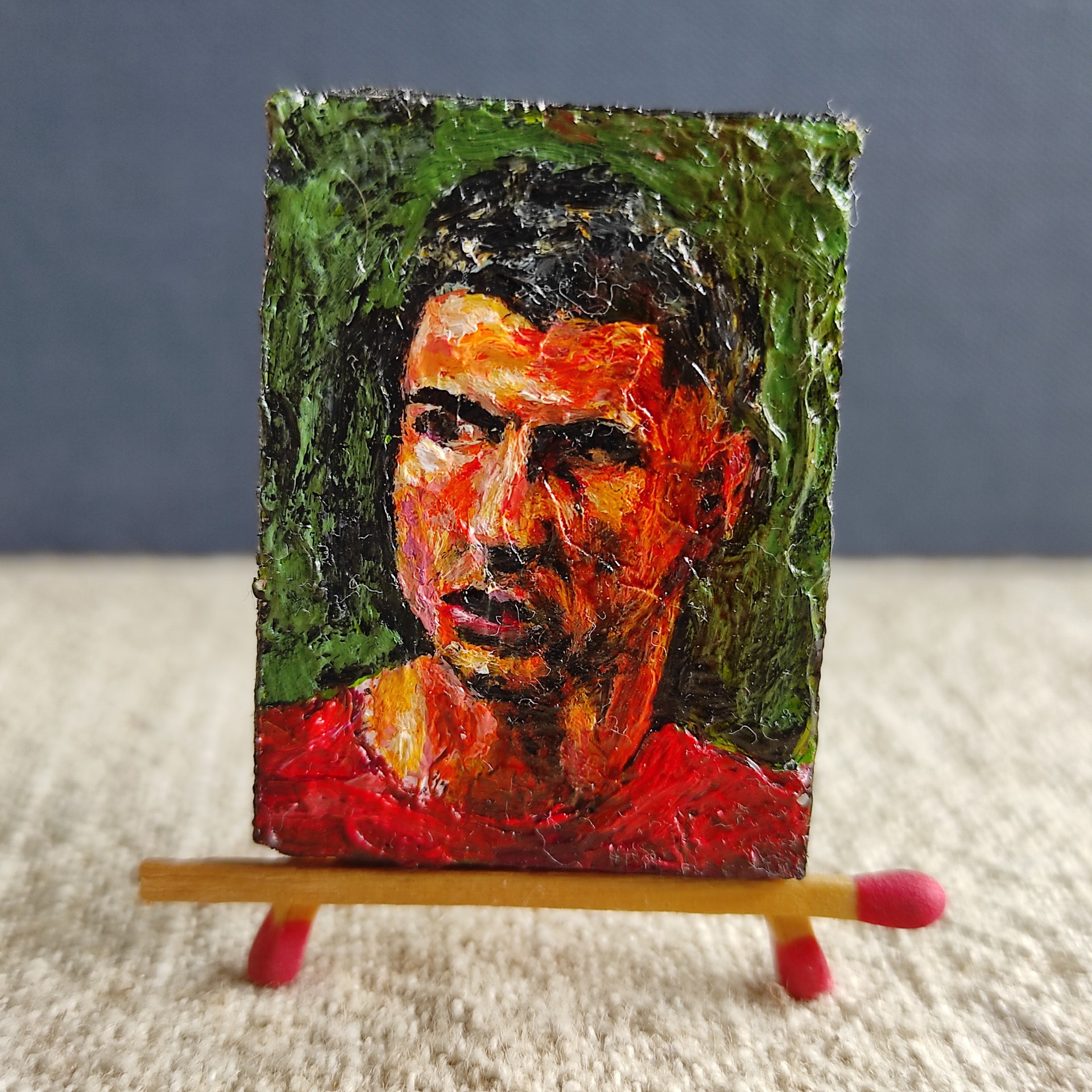
Paweł Brodzisz, 2025, le portrait de Cristiano Ronaldo, miniature, huile sur le toile, 40 × 30 mm. Une création artistique liés à la Cristiano Ronaldo surnommé CR7, est un footballeur international portugais qui évolue au poste d'attaquant au Al-Nassr FC.
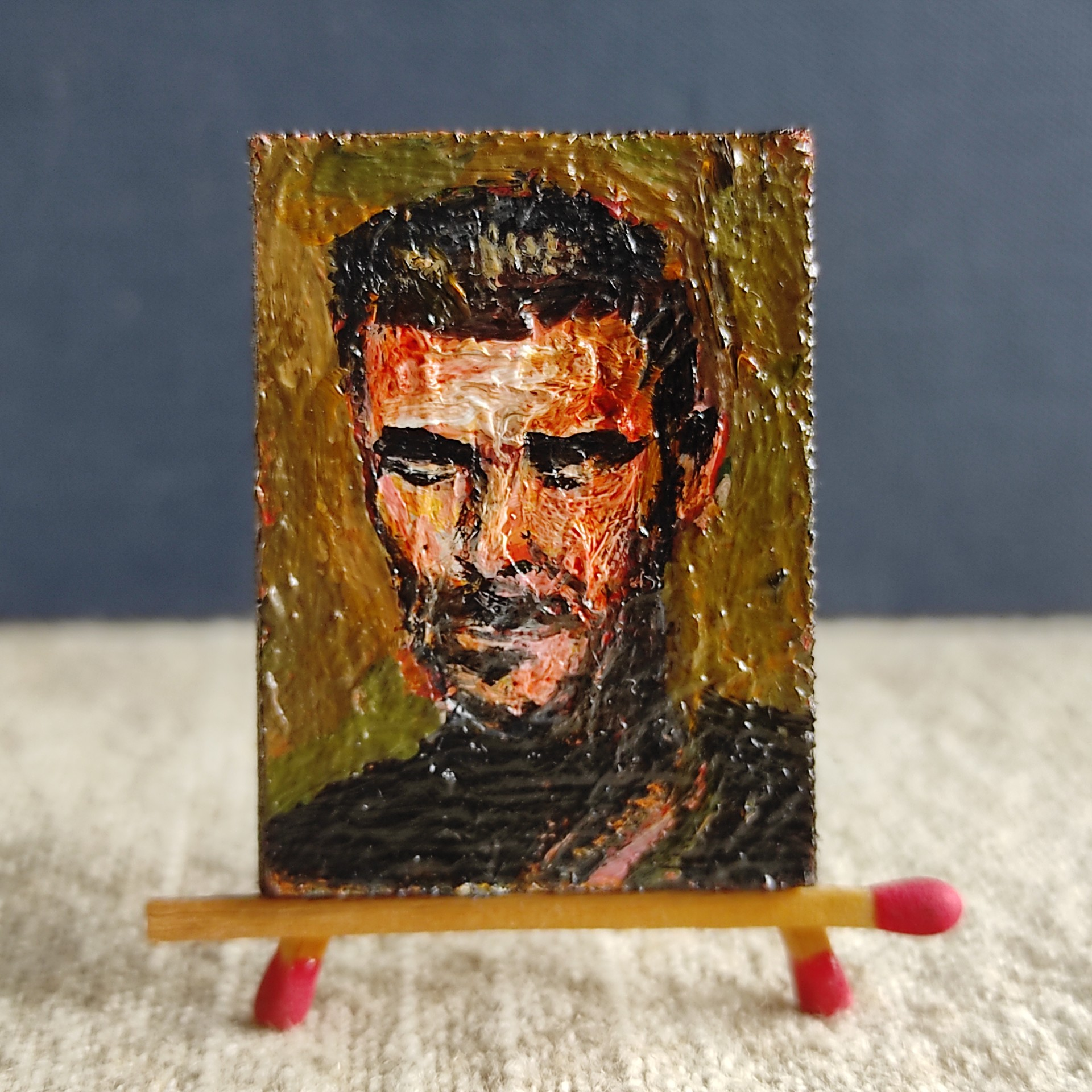
Paweł Brodzisz, 2025, le portrait de David Beckham, miniature, huile sur le toile, 40 × 30 mm. Une création artistique liés à la David Beckham, est un footballeur international anglais ayant évolué au poste de milieu offensif.
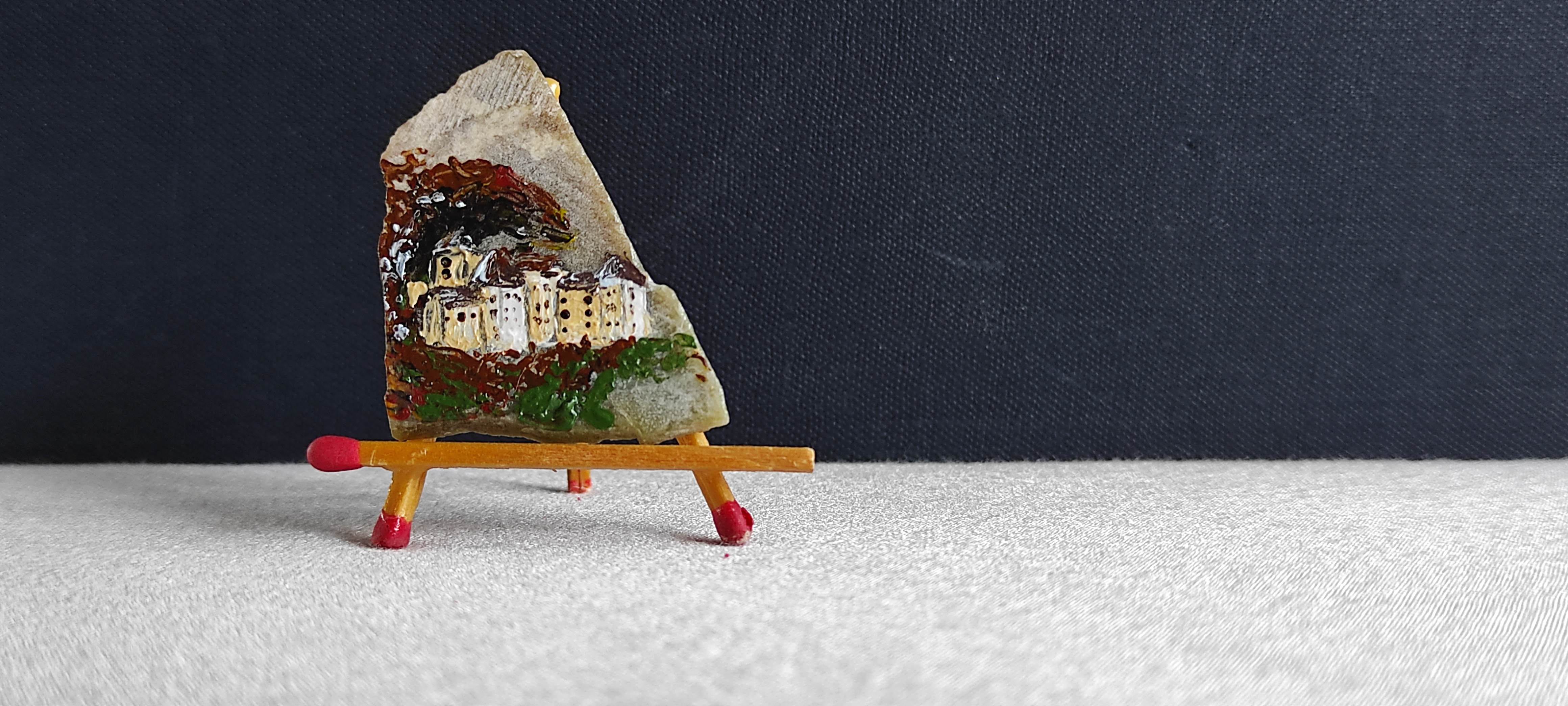
Anna Januszewicz-Pitlok, 2021, Le Château de Predjama, miniature, acrylique sur la dolomie, 37 × 31 mm. C'est une forme artistique représente le château de Predjama — architecture originale au creux d’une falaise fait la réputation mondiale du lieu[25].
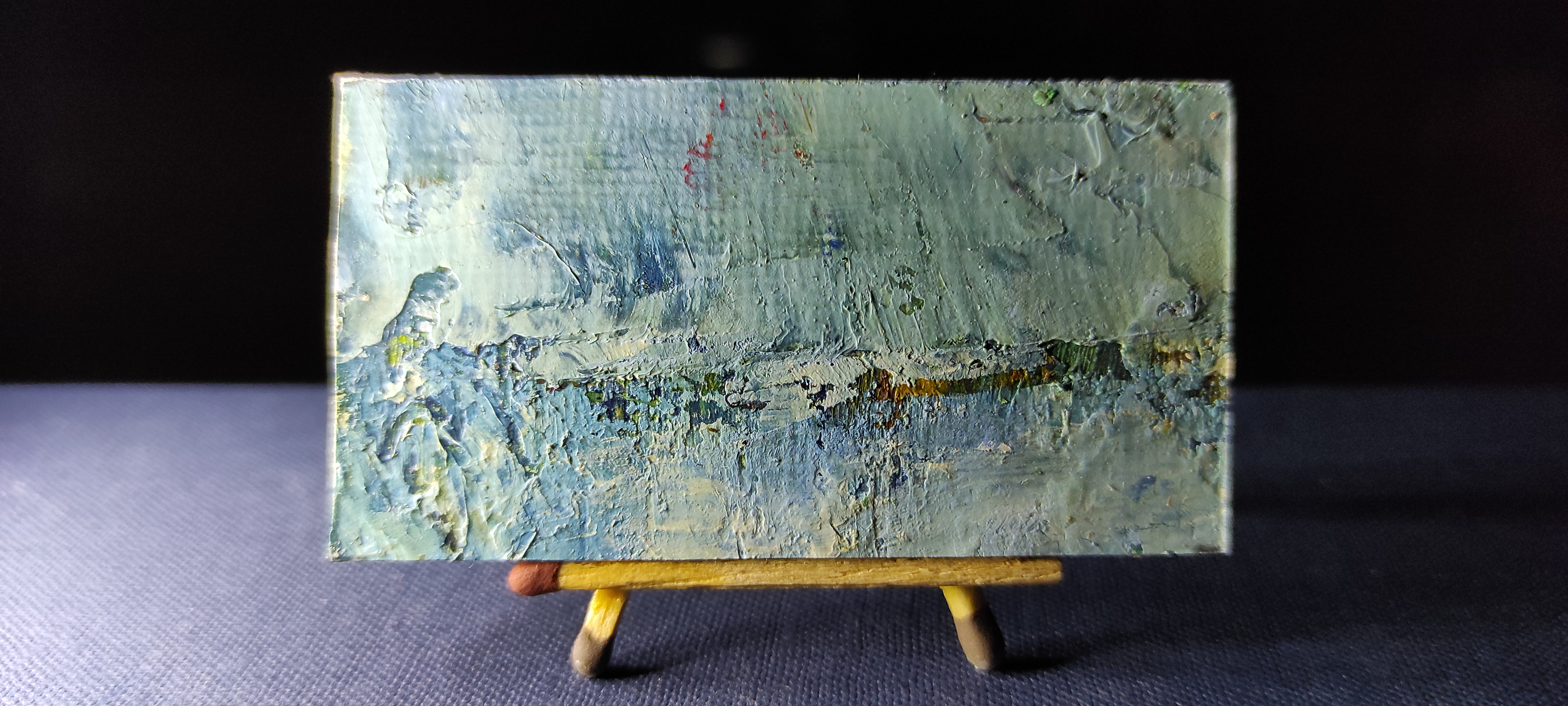
Robert Marek Znajomski, 2012, Tempête en mer, miniature, huile sur le toile, 37 × 62 mm. C'est la peinture présenter une forme artistique dont consistentune une de violente tempête et force sur la mer. Sans rentrer dans les détails, c'est la zone affectée par les vents les plus forts, avec au centre un foudre et visibilité réduite. Et les vagues sont hautes très, ont aussi grosses lames à longue crêtes en panache, la surface des eaux semble blanche.
Robert Marek Znajomski, 2012, Avant la tempête, miniature, huile sur le toile, 38 × 70 mm.
Anna Januszewicz-Pitlok, 2021, Orion, miniature, la howlite, le rubis et le lapis-lazuli sur la sodalite, 31 × 19 mm. La petite chef-d'œuvre de d'art qui prenne la forme d'un la Ceinture d'Orion. Est composée de trois astres alignés. Il s'agit des brillantes étoiles Alnitak(δ Ori), Alnilam  (ε Ori) et Mintaka (ζ Ori)[26].

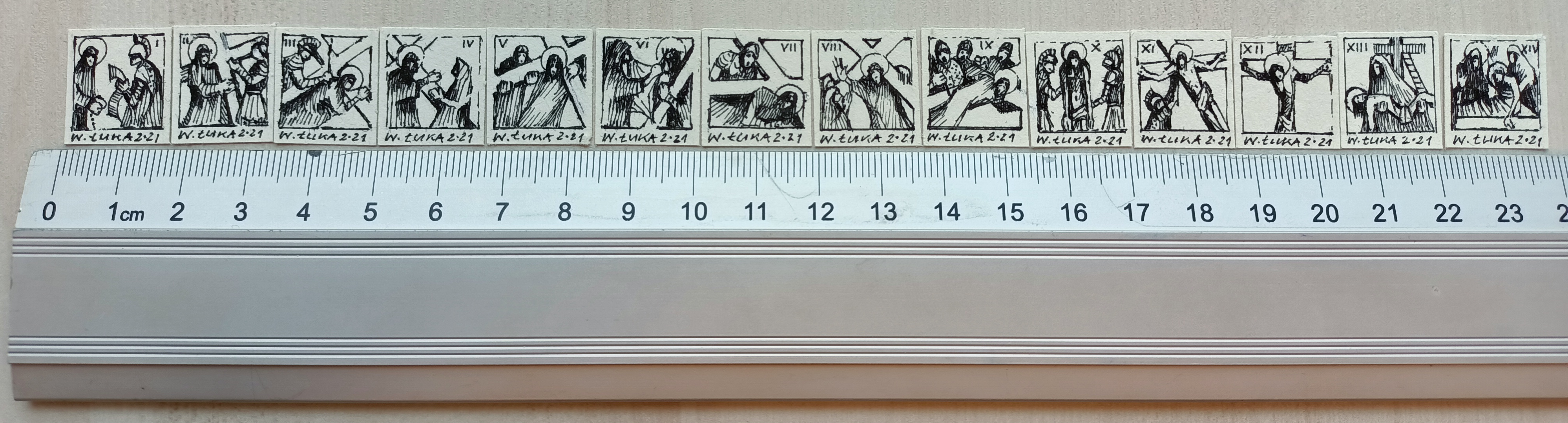
Wojciech Łuka, 2021, Le Chemin de croix, miniature, selon toute vraisemblance la plus petit à travers le monde[22]. C'est un le dessin traditionnel noire à l'encre de Chine réalisé sur supports un papier épais et rigide. De dessins représentant les différentes phases de ce le Chemin de croix présenté de la gauche à droite est la suivante : Jésus est condamné à mort par crucifixion (première station) ; Jésus est chargé de la croix (deuxième station) ; Jésus tombe pour la première fois sous le poids de la croix (troisième station) ; Jésus rencontre sa mère (quatrième station) ; Simon de Cyrène aide Jésus à porter sa croix (cinquième station) ; Sainte Véronique essuie le visage de Jésus (sixième station) ; Jésus tombe pour la deuxième fois (septième station) ; Jésus rencontre les femmes de Jérusalem qui pleurent (huitième station) ; Jésus tombe pour la troisième fois (neuvième station) ; Jésus, dépouillé de ses vêtements, s'est offert au Père (dixième station) ; Jésus est cloué sur la croix (onzième station) ; Jésus meurt sur la croix (douzième station) ; Jésus est détaché de la croix et son corps est remis à sa mère (treizième station) ; Le corps de Jésus est mis au tombeau (quatorzième station).

## Récompenses et distinctions

### Décorations polonaise
- L'Insigne d'honneur « La Médaille du mérite pour la culture polonaise » attribuée par Ministre de la Culture et du Patrimoine national de Pologne, le professeur Piotr Gliński en Varsovie, le 6 septembre 2021[27],[4].
- L’insigne d'or « Mérité pour de la Construction » décerné par le Chapitre de l'insigne « Mérité pour de la Construction » en Varsovie, le 26 août 2021[27],[4].
- L'Insigne d'honneur d'or « Mérité pour la Voïvodie de Silésie » attribuée par de M. Jakub Chełstowski le Maréchal de la Voïvodie de Silésie et de M. Jan Kawulok le Président de la Diétine de la Voïvodie de Silésie en Katowice, le 4 septembre 2020[27],[4].